# Dummbäke
Die Dummbäke ist ein Fließgewässer im niedersächsischen Landkreis Oldenburg südwestlich von Bremen.
Vom Naturdenkmal Westermanns-Schlatt Gewässer wurde früher ein Graben bis zur Quelle der Dummbäke angelegt, die sich in Birkenheide nördlich der Straße Am Kamphusmoor befindet. Von dort fließt sie durch den östlichen Bereich von Ganderkesee und danach am westlichen Stadtrand von Delmenhorst. Schließlich ist er zeitweise Grenzfluss zwischen Ganderkesee und Delmenhorst. Die Dummbäke mündet im westlichen Bereich von Delmenhorst an der Bahnstrecke Delmenhorst–Hesepe in die Welse, einen Nebenfluss der Delme.

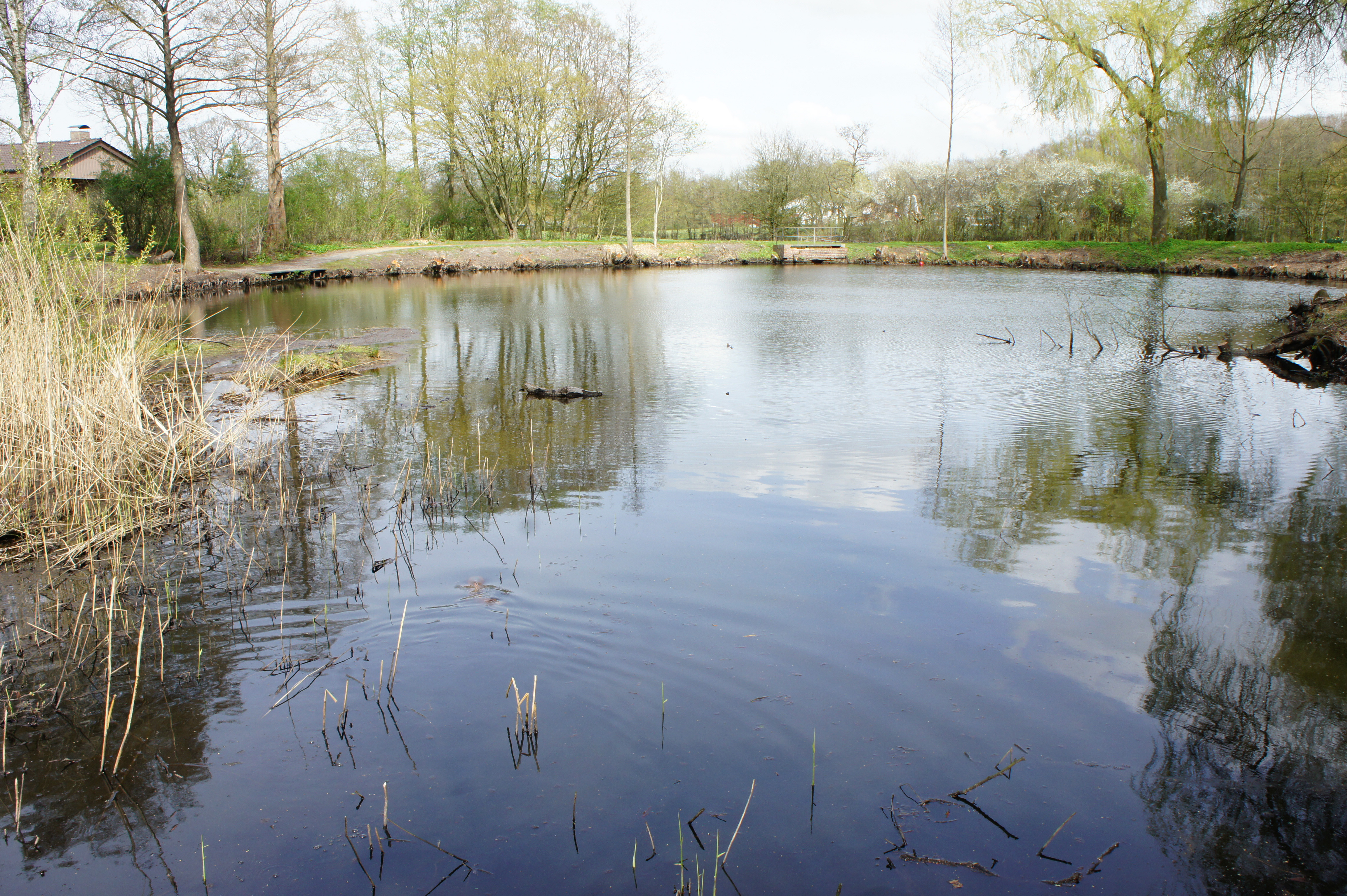
Der Ganterteich (April 2013)

Die Kleine Dummbäke ist ein linksseitiger Nebenfluss der Dummbäke. Die Quelle des etwa 1 Kilometer langen Baches befindet sich direkt östlich an der Birkenheider Straße. Sie fließt in nordöstlicher Richtung, speist den Ganterteich, vormals Riedenweiher genannt, und mündet in Höhe des Ganderkeseer Freibad in die Dummbäke. 
Um 1915 wurde ausgehend vom Bürsteler Fuhrenkamp der Wasserzug vom Donnermoor bis zur Quelle der kleinen Dummbäke gegraben.